# Mustapha Wasajja
Mustapha Wasajja (født 16. juli 1953 i Kampala, Uganda – 26. april 2009) var en letsværvægtsbokser, der i sin professionelle karriere havde base i Danmark. 

## Amatørkarriere
Som sin kollega Ayub Kalule blev Mustapha Wasajja en del af den massive sportslige satsning som den tidligere diktator Idi Amin iværksatte i Uganda i 1970’erne. Wasajja havde succes som amatør, og var en del af det stærke team af boksere fra Uganda, der i 1970’erne prægede amatørboksningen. Han deltog som mellemvægter sammen med bl.a. Ayub Kalule ved det første VM for amatører afholdt i Havana i august 1974, men tabte i kvartfinalen til jugoslaven Dragomir Vujkovic. Senere på året vandt han det afrikanske mesterskab i mellemvægt, da han ved mesterskaberne Kampala slog sin modstander ud i finalen. Grundet Ugandas boykot af De olympiske lege i Montreal i 1976 fik Wasajja ikke mulighed for at deltage i den den olympiske bokseturnering. Gennem Kalule blev han hentet til Danmark i 1977, hvor han blev professionel.

## Professionel karriere
Forventningerne til Mustapha Wasajja var høje, da han debuterede den 31. marts 1977 i en kamp i KB Hallen mod spanieren Mariano Perez Hidalgo. Det danske publikum havde forinden set landsmanden Ayub Kalules ekstraordinære evner i en boksering, og håbede, at Wasajja kunne vise de samme takter. Kampen var da også fastsat til 6 omgange, hvilket var ganske usædvanligt for en debutant, men Wasajjas styrke og amatørerfaring gav promoter Mogens Palle anledning til at tro, at de 6 omgange ville blive i Wasajjas favør. Wasajja skulle dog kun bruge 1½ omgang til at stoppe spanieren, der forinden alene havde bokset en enkelt kamp. 
Næste kamp blev også vundet i 2. omgang mod debutanten Giancarlo Mezzadra, og herefter ventede en modstander med en helt anden erfaring, da Wasajja i en forkamp til EM-kampen mellem Jørgen Hansen og Marco Scano blev matchet mod den argentinske veteran Ramon Avenamar Peralta. Peralta var 34 år og havde 112 professionelle kampe bag sig med kun 14 nederlag, da han mødte Wasajja. Peralta var tidligere argentinsk mester, og havde mødt daværende WBA-verdensmester i letsværvægt Victor Galindez 6 gange og havde vundet de 3. Herudover havde han mødt en stribe stærke modstandere, og havde besejret de fleste af disse. Wasajja boksede en fornem kamp mod argentineren og opnåede uafgjort efter 6 omgange (kampen er dog fejlagtigt af Teampalle angivet som værende vundet af Peralta). Peralta var langt fra færdig, da han boksede mod Wasajja, hvilket illustreres af, at han kort tid efter boksede uafgjort om europamesterskabet. 
Wasajja boksede herefter mod to britiske boksere, inden han den 3. november 1977 blev matchet mod den 29-årige jamaicaner Bunny Sterling, der tidligere havde besejret danskerne Tom Bogs, Poul Knudsen og Tom Jensen. Sterling havde året forinden været europamester i mellemvægt, og havde i 1975 stoppet Kalules stærke rival Maurice Hope om det britiske mesterskab, så Sterling var absolut blandt den europæiske elite. Wasajja vandt kampen på point efter 8 omgange, og beviste, at også han var klar til de store opgaver.
Wasajja blev måneden efter matchet mod en anden af Tom Bogs’ overmænd, denne gang Tom Bethea, som også måtte se sig besejret på point. Efterfølgende besejrede Wasajja Roy John, der i 1973 havde været tæt på at slå Tom Bogs ud. Efter yderligere en kamp i Norge var Wasajja klar til sin karrieres hidtil største udfordring, da han den 9. februar 1978 blev matchet mod den legendariske tidligere verdensmester i letsværvægt Bob Foster.
Bob Foster var en af de største letsværvægtere gennem tiderne. Han slog hårdt, og havde endvidere mødt de store sværvægtere. Foster havde frivilligt opgivet sit ubestridte verdensmesterskab i letsværvægt i 1974, men havde allerede året efter gjort come back og havde vundet sine 5 kampe. Fosters to sidste nederlag lå helt tilbage til 1970 og 1972, hvor han tabte til sværvægterne Joe Frazier respektive Muhammad Ali. Foster havde aldrig tabt til en letsværvægter inden kampen mod Wasajja. Forhåndsinteressen til kampen var stor, men kampen blev en fuser, da den 39-årige Foster viste sig at være langt fra fordums styrke. Efter et par forsigtige omgange satte Wasajja tempoet op, og Foster opgav efter 5. omgang, og henviste til at han havde skadet sin hånd. Det var dog vanskeligt at tro på, da Foster stort set ikke fik et stød ind i hele kampen. Sejren gav dog genlyd i bokseverden, hvor Wasajja begyndte at træde ud af Kalules skygge. 
Den 25. maj 1978 blev Wasajja matchet mod den stærke amerikaner Jesse Burnett. Burnett havde ”kun” 22 kampe bag sig med 5 nederlag, men havde i flere år været solidt placeret på diverse verdensranglister. Han havde været tæt på at besejre verdensmesteren Galindez i en ikke-titelkamp i København i 1976, og havde sejre over blandt andet Yaqui Lopez, der havde bokset om WBC-mesterskabet i København samme år. Wasajja levede op til forventningerne og besejrede Burnett på point efter 8 omgange. 
Efter Burnett besejrede Wasajja Bunny Johnson, der forinden havde vundet i Danmark over sværvægteren Hans Jørgen Jacobsen tilbage i 1969, ligesom verdensranglistebokseren, og senere VM-udfordrer, Jerry Celestine også måtte se sig besejret af Wasajja, der fortsatte sin sejrsstime. Den 29. februar 1980 fik Wasajja revanche for den eneste plet på rekordliste, da Peralta blev besejret i Odense.
Der fulgte herefter en række sejre, og med en rekordliste på 24 sejre i 25 kampe blev Wasajja stillet over for sit livs udfordring, da han på Playboy Hotel i Atlantic City, USA blev matchet mod den ubesejrede OL-guldvinder og WBA-verdensmester Michael Spinks i en kamp om WBA-mesterskabet i letsværvægt. Spinks huskes i dag mest for sit eneste nederlag i karrieren, da han blev slået ud af Mike Tyson efter 91 sekunder, men han var en af de absolut bedste og mest hårdtslående letsværvægtere. Han havde da heller ikke væsentlig problemer med Wasajja, der aldrig kom ind i kampen, der blev stoppet i 6. omgang. 
Efter nederlaget i VM-kampen boksede Wasajja mod den rutinerede australier Tony Mundine i Paris men tabte på point efter 10 omgange. Han forsøgte herefter at vinde det afrikanske og det britiske imperiale mesterskab i letsværvægt i en kamp mod den stærke afrikaner Lottie Mwale den 15. marts 1983 i Lusaka, Zambia, men blev slået ud i 3. omgang. Kampen mod Mwale blev Wasajjas sidste. 
Som Kalule lagde Wasajjas stil ikke op til sejre på knockout, men han var en særdeles stærk bokser, der ligesom Kalule sled sine modstandere op. Han opnåede 28 kampe, hvoraf han vandt de 24 (7 før tid), tabte 3 (to før tid) og opnåede 1 uafgjort. 
Efter boksekarrieren vendte Wasajja tilbage til Uganda, hvor han i perioder af sit liv levede i fattigdom og med helbredsproblemer som følge af boksekarrieren. Han døde i 2009 kun 58 år gammel.

## Eksterne links
- Mustapha Wasajjas rekordliste på boxrec.com
- Mustapha Wasajja vs Michael Spinks på Youtube.com
- Mustapha Wasajja: Uganda's Mysterious Boxing Champion